# Арраджан
Арраджан (Эрреджан, перс. ارجان‎) — средневековый город и округ провинции Фарс на юго-востоке Ирана, на границе Фарса и Хузестана. Руины города расположены к северо-востоку от современного города Бехбехан, в области называемой Аргуном, на южном берегу реки Марун (Таб), притока Джеррахи.
Сохранились следы плотины и моста через реку Марун. На территории города сохранились остатки канатов, которые транспортировали воду из водохранилища. Рядом с мостом — руины крепости.
Основание города Арраджана связано с именем сасанидского царя Кавада (488—531). По ремарке А. И. Колесникова, Кавад отстроил (перестроил) этот город и дал ему своё название — Вех Кавад. Город построен для обеспечения безопасности переправы через реку Таб. В мусульманское время он приобретает значение важного узла дорог: через него осуществлялись экономические связи Фарса с Басрой, Багдадом, Васитом, оттуда вёл торговый путь на Аспахан.